# Kirkcaldy (circonscription du Parlement d'Écosse)
Pour les articles homonymes, voir Kirkcaldy.
Kirkcaldy dans le Fife était un Burgh royal qui a élu un Commissaire au Parlement d'Écosse et à la Convention des États. Il a été représenté au Parlement d'au moins 1571 jusqu'en 1707.
Après les Actes d'Union de 1707, Kirkcaldy, Burntisland, Dysart et Kinghorn ont formé le district de Dysart, envoyant un membre à la Chambre des communes de Grande-Bretagne.
Par le Scottish Reform Act 1832, Dysart Burghs a été rebaptisé Kirkcaldy Burghs avec le même groupe de burghs. Cependant, maintenant, le M.P. était directement élu par les chefs de famille combinés (répondant à la qualification de propriété) des quatre burghs, au lieu d'une réunion des quatre représentants des conseils de burgh. Kirkcaldy a dominé la circonscription réformée, rétablissant ainsi effectivement Kirkcaldy en tant que circonscription au Parlement, une position qui persiste à ce jour et Kirkcaldy est une circonscription du Parlement écossais restauré,.

## Liste des commissaires de burgh
- 1571: William Lamb et John Halkett[1].
- 1578: James Littlejohn et John Lowdoun[1].
- 1681: Alexander Dalzell[1].
- 1583:  John Halkett (plus tard Sir)[1].
- 1584:  John Halkett et Alexander Dalzell[1].
- 1585:  Robert Hay et Patrick Hogg[1].
- 1686:  Alexander Dalzell[1].
- 1592:  Robert Hay et Michael Kirkcaldy[1].
- 1594:  Patrick Hogg et William Hay[1].
- 1597:  Michael Kirkcaldy et William Halkheid[1].
- 1599:  John Halkett[1].
- 1600:  Alexander Dalzell[1].
- 1601:  David Hutcheson et John Halkett[1]
- 1604:  John Lowdon[1].
- 1612:  Thomas Lamb[1].
- 16.8, 1639, 1648:  John Williamson[1].
- 1644: James Law[1].
- 1645, 1650, 1685:  Robert White de Purin[1].
- 1649:  James Robertson[1]
- 1661–63: John Williamson l'aîné, bailli [4]
- 1681: John Williamson[1].
- 1667: Henry Boswell, bailli[1].
- 1669: John White de Collistoan[1].
- 1672: David Pearson[1].
- 1678 (convention): Mathew Anderson, provost [5]
- 1681–82: John Williamson l'aîné, ancien bailli [6]
- 1685–86: Mathew Anderson l'aîné de Ridburne, provost [7]
- 1689–1702: John Boswell, bailli et doyen de guilde [8],[1]
- 1702–07: James Oswald, doyen de la guilde[9]